# دليل (فلم 1965)
دليل (بالإنجليزية: Guide) هو فيلم درامي رومانسي هندي ثنائي اللغة عام 1965 من إخراج فيجاي أناند وإنتاج ديف أناند، الذي شارك في بطولة الفيلم مع وحيدة رحمن. استنادًا إلى رواية الدليل للكاتب آر كي نارايان عام 1958، يروي الفيلم قصة راجو (أناند)، مرشد سياحي مستقل وروزي (رحمن)، الزوجة المكبوتة لعالم آثار ثري. 

## حبكة
راجو (ديف أناند)، هو مرشد سياحي مستقل، يكسب رزقه من خلال اصطحاب السياح إلى المواقع التاريخية. يبدأ الفيلم بإطلاق سراح راجو من السجن، ثم تتكشف القصة في سلسلة من اللقطات الماضية. ذات يوم، يصل عالم آثار ثري وكبير في السن يدعى ماركو إلى المدينة مع زوجته الشابة روزي (وحيدة رحمن)، وهي ابنة إحدى العاهرات. يريد ماركو إجراء بعض الأبحاث حول الكهوف خارج المدينة ويستأجر راجو كدليل له. يكتشف كهفًا جديدًا ويتجاهل روزي.
بينما يكرس ماركو نفسه لاكتشاف الكهف، يأخذ راجو روزي في جولة ويقدر قدرتها على الرقص وبراءتها. يتعلم راجو عن خلفية روزي باعتبارها ابنة عاهرة وكيف حققت روزي الاحترام كزوجة ماركو ولكن بتكلفة باهظة. لقد اضطرت إلى التخلي عن شغفها بالرقص لأنه أمر غير مقبول بالنسبة لماركو. وفي هذه الأثناء، تحاول روزي الانتحار بتناول السم. ماركو، بعد اكتشافه للحادث، يعود من الكهوف لرؤية روزي ويغضب عليها بعد رؤيتها على قيد الحياة. يخبرها أن انتحارها كان دراما، وإلا لكانت تناولت المزيد من الحبوب المنومة حتى تتمكن من الموت حقًا. عند العودة إلى الكهوف التي تم اكتشافها، علمت روزي أن ماركو يقضي وقتًا ويستمتع بصحبة فتاة قبلية أصلية. روزي غاضبة من ماركو وينخرط كلاهما في مناقشة حادة وجادة ثم تترك روزي الكهوف وتريد مرة أخرى إنهاء حياتها. لكن راجو يهدئها قائلاً إن الانتحار هو خطيئة، ويجب عليها أن تعيش لتحقيق حلمها. أخيرا تقول وداعا لعلاقة كونها زوجة ماركو. لكنها الآن بحاجة إلى الدعم ومكان للعيش. ومن هنا يأخذها راجو إلى منزله.
تعتبر روزي عاهرة أيضًا، من قبل مجتمع راجو (حيث كان الرقص الكلاسيكي مرتبطًا تقليديًا بالعاهرة في البلاط الملكي) مما يؤدي إلى العديد من المشاكل بما في ذلك إصرار والدته وشقيقها على طرد روزي. راجو يرفض وأمه تتركه. كما أن صديقه وسائقه يختلفان معه أيضًا بسبب روزي. يخسر راجو أعماله وتتحول المدينة بأكملها ضده. على الرغم من هذه النكسات، ساعد راجو روزي في الشروع في مهنة الغناء والرقص وأصبحت روزي نجمة. مع صعودها كنجمة، تصبح راجو منحرفة - تلعب القمار وتشرب الخمر. ماركو يعود إلى المشهد. يحاول استعادة روزي، فيحضر الزهور ويطلب من وكيله أن يطلب من روزي الإفراج عن بعض المجوهرات الموجودة في صندوق الأمانات. راجو، يشعر بالغيرة قليلاً، ولا يريد أن يكون لماركو اتصال مع روزي ويقوم بتزوير اسم روزي عند إطلاق المجوهرات. في هذه الأثناء، تبتعد روزي وراجو عن بعضهما البعض بسبب سلوك روزي غير المفهوم عندما تعذب راجو بعدم إعطائه عناقًا حنونًا حتى وتطلب منه مغادرة غرفتها وإلا تقول إنها ستضطر إلى الخروج. قبل ذلك كان لديهم أيضًا مناقشة حول كيف ينبغي للرجل أن يعيش عندما تتذكر روزي ماركو وتخبر راجو أن ماركو كان على حق على الأرجح عندما اعتاد أن يقول أن الرجل لا ينبغي أن يعيش على دخل المرأة. يرد راجو قائلاً إنها تحت سوء فهم بأنها أصبحت نجمة بمفردها وأن جهود راجو ساعدتها كثيرًا في أن تصبح نجمة. ثم في وقت لاحق علمت روزي بإصدار التزوير. تمت إدانة راجو بتهمة التزوير، مما أدى إلى الحكم عليه بالسجن لمدة عامين. روزي لا تفهم لماذا تورط راجو في التزوير. لم يكن الأمر يتعلق بالمال، بل كان الإعجاب المحب لروزي هو الذي حث راجو على عدم الكشف عن زيارة ماركو لروزي حتى لا تتذكره مرة أخرى ولإزالة احتمالية وجود روزي وماركو معًا، إذا كان هناك أي فرصة على الإطلاق. في يوم إطلاق سراحه، جاءت والدته وروزي لاستلامه، لكن قيل لهما إنه تم إطلاق سراحه منذ ستة أشهر بسبب حسن سلوكه.
بعد إطلاق سراحه، يتجول راجو وحيدًا. يبتلعه اليأس والفقر والخرق والجوع والشعور بالوحدة حتى يجد مجموعة متجولة من السادهو (الرجال المقدسين) يقضي معهم ليلة في معبد مهجور في بلدة صغيرة. ينام ويضع عليه أحد الرهبان المتجولين شالاً أثناء نومه. الرجال المقدسون يغادرون. في صباح اليوم التالي، يجد أحد المزارعين (بولا) راجو نائمًا تحت الشال البرتقالي. يعتقد بهولا أن راجو رجل مقدس، ويواجه بهولا مشكلة مع أخته لأنها ترفض الزواج. يشرح راجو للمرأة المنطق في اتخاذ زوج، فتستسلم، الأمر الذي يقنع بهولا أن راجو هو سوامي (رجل مقدس). انبهر بهولا ونشر الخبر في القرية. يعتبر راجو الرجل المقدس للقرية. ويحضر المزارعون له الهدايا ويبدأون في استشارته بشأن مشاكلهم. يتولى راجو دور الرجل المقدس في القرية (سوامي جي) ويدخل في مناوشات مع البانديت المحليين. في سرده لقصة من طفولته، يتحدث راجو عن رجل مقدس أدى صيامه لمدة 12 يومًا إلى إنزال المطر من الله لإنهاء الجفاف.
لقد ضرب الجفاف والمجاعة المنطقة بشدة. من خلال سوء تفاهم بين أحد أغبياء القرية، فسر القرويون كلمات راجو (سوامي جي) بأنه سيصوم لمدة 12 يومًا لإنهاء الجفاف. يجد نفسه محاصرًا بمعتقدات القرويين. في البداية، يعارض راجو الفكرة، ويذهب إلى حد إخبار بهولا بأنه مجرد إنسان مثل أي شخص آخر، والأسوأ من ذلك أنه مدان خضع للمحاكمة وقضى عقوبة بالسجن بسبب امرأة. ولكن حتى الاعتراف لم يكن كافيا لجعل القرويين يتخلون عن إيمانهم ويستشهدون بقصة اللص راتناكار الذي أصبح فالميكي. يبدأ الصيام على مضض، بالرغم من أنه لا يعتقد بوجود أي علاقة بين جوع الإنسان والمطر. مع الصيام، يخضع راجو لتحول روحي. ومع استمرار الصيام، تنتشر شهرته. يأتي الناس بالآلاف لرؤيته وأخذ بركاته. يسأله صحفي أمريكي هل يعتقد حقا أن صيامه سيؤدي إلى نزول المطر، فيبتسم ويقول: هؤلاء الناس يؤمنون بي، وأنا أؤمن بإيمانهم. وبعد أن سمعت روزي بشهرته، قامت بزيارته، كما فعلت والدته وصديقه غفور، وهو مسلم. لا يسمح له بهولا بدخول المعبد بحجة أنه من ديانة مختلفة. راجو يخرج ويسأل بهولا ما هو دينه. ويخبره بهولا أن الإنسانية والحب ومساعدة الآخرين هي دينه. ثم يطلب بهولا الاعتذار ويرى كل منهما الآخر يعانق الآخر عاطفياً وتصبح عيناه رطبة. أدرك راجو أنه الآن لديه كل ما فقده منذ فترة طويلة. صحته بدأت بالتدهور وبدأ يفكر في معنى حياته. على أحد الجانبين، هناك روزي ووالدته وفرصة للعودة إلى حياته الماضية، وعلى الجانب الآخر، هناك قضية نبيلة للصيام والأمل في هطول المطر. لقد أدرك أن خطاياه الماضية قد تم غسلها من خلال معاناته وأن المرشد راجو الذي عرفه قد مات. والآن الشيء الوحيد المتبقي هو الراجو الروحي، الذي لا يمكن تدميره. يتصالح مع والدته روزي والسائق خلال محنته. إنه يتجاوز هذه الحياة. وسط قصف الرعد وهطول الأمطار الغزيرة، تغادر روحه هذه الأرض بينما يفرح الحشد وأحباؤه يبكون. وتعلِّمنا الذروة أيضًا مبادئ البهاجافاد جيتا: "الإنسان لا يموت، بل يموت الجسد فقط. أما الروح فتبقى إلى الأبد".

## الممثلون
- ديف أناند بدور راجو
- وحيدة رحمن بدور روزي ماركو / الآنسة ناليني
- ليلا تشيتنيس بدور والدة راجو
- كيشور ساهو بدور ماركو
- جاجانان جاجيردار بدور بهولا
- برافين بول بدور زوجة بهولا
- أنور حسين بدور غفور
- رشيد خان بدور جوزيف
- رام أفتار بدور بانديت (شخص جيد البناء)
- ناربادا شانكار بصفته خبيرًا
- م عثمان مالك بدور مالك بهاي
- نذير كشميري كقروي

## موسيقى
تم تأليف الموسيقى التصويرية للفيلم بواسطة ساشين ديف بورمان، وكتبها شايليندرا وغناها كيشور كومار، ومحمد رفيع، ولاتا مانغيشكار، ومانا دي، وساتشين ديف بورمان. تم إدراج الموسيقى التصويرية للفيلم في المرتبة 11 على قائمة أفضل 100 موسيقى تصويرية لأفلام بوليوود بواسطة Planet Bollywood،  وفي المرتبة 1 على قائمة Film Companion لأفضل 100 ألبوم بوليوود.  في استطلاع للرأي أجرته مجلة Outlook India بين 30 من كبار الملحنين وكتاب الأغاني والمغنين لتحديد أفضل 20 أغنية في الأفلام الهندية على الإطلاق، ظهرت ثلاث أغنيات من الفيلم ضمن القائمة. 
| أغنية                      | المغني(ون)                  | مؤلفو الأغاني | مصورة على             |
| -------------------------- | --------------------------- | ------------- | --------------------- |
| "آج فير جين كي تامانا هاي" | لاتا مانغيشكار              | شايليندرا     | ديف أناند ووحيدة رحمن |
| "دين دال جايي"             | محمد رفيع                   | شايليندرا     | ديف أناند ووحيدة رحمن |
| "غاتا راهي ميرا ديل"       | كيشور كومار ولاتا مانجيشكار | شايليندرا     | ديف أناند ووحيدة رحمن |
| "كيف حالك؟"                | محمد رفيع                   | شايليندرا     | ديف أناند ووحيدة رحمن |
| "بيا توس نينا لاجي ري"     | لاتا مانغيشكار              | شايليندرا     | وحيدة رحمن            |
| "سايان بيمان"              | لاتا مانغيشكار              | شايليندرا     | ديف أناند ووحيدة رحمن |
| "تيري ميري سابني"          | محمد رفيع                   | شايليندرا     | ديف أناند ووحيدة رحمن |
| "واهان كون هاي تيرا"       | إس دي بورمان                | شايليندرا     | ديف أناند             |
| "هي رام هاماري رامشاندرا"  | مانا دي وجوقة               | شايليندرا     | ديف أناند             |
| "الله ميغ دي باني دي"      | ساشين ديف بورمان            | شايليندرا     | ديف أناند             |

## روابط خارجية
- مقالات تستعمل روابط فنية بلا صلة مع ويكي بيانات